# Helen Preece
Helen Preece Chipchase Smith (* 11. November 1895; † 2. Juli 1990) war eine britische Reiterin. Sie wollte an den Olympischen Sommerspielen von 1912 in Stockholm im Modernen Fünfkampf teilnehmen, wurde jedoch von der Teilnahme ausgeschlossen, weil sie eine Frau war.

## Biographie
Helen Preece war die Tochter von Ambrose Preese, Fulham Road, London. Ihre Mutter war eine erfolgreiche Reiterin in England. Im Juni 1910 nahm sie im Alter von 13 Jahren an einem Ponywettbewerb (bis 15.1 hands, ca. 153 cm) der Olympia Horse Show in London teil. Bei der nächsten Olympia Horse Show im Juni 1911 gratulierte ihr Queen Alexandra persönlich zu ihrem Erfolg. Im November 1911 gewann sie mit Sceptre den Gold Cup bei der National Horse Show im Madison Square Garden in New York City. Sie ritt auf dem Turnier auch Sapelio von George Chipchase, ihrem späteren Ehemann.
Als 15-Jährige versuchte sie im Modernen Fünfkampf an den Olympischen Spielen teilzunehmen. Das wurde ihr aufgrund ihres Geschlechts verwehrt. Die Antwort des Olympischen Komitees auf ihre Anfrage war sehr deutlich ablehnend, obwohl es keine eindeutigen Bestimmungen zum Geschlecht der Teilnehmer gab.
1914 erreichte sie mit Sceptre den zweiten Platz in der „Ladies’ saddle horse riding“-Klasse und ersten Platz in der „Park and road hacks“-Klasse bei der Brockton Show. Sie heiratete George H. Chipchase am 20. März 1915 in New York. Im Dezember 1934 heiratete sie John Leslie Smith, einen Reitlehrer in Boston.